# Championnat du Panama de football 1997-1998
Navigation
Saison précédente Saison suivante
Le Championnat ANAPROF 1997-1998 est la dixième édition de la première division panaméenne.
Lors de ce tournoi, le Tauro FC a conservé son titre de champion du Panama face aux onze meilleurs clubs panaméens.
Seulement deux places étaient qualificatives pour la Coupe des champions de la CONCACAF et une place pour la Coupe des vainqueurs de coupe de la CONCACAF.

## Les 12 clubs participants
| \| Panama City : Atlético Nacional Euro Kickers Panamá Viejo FC CD Plaza Amador Tauro FC CD Pan de Azúcar I Panama City Atlético Chiriquí I Panama City Deportivo Árabe Unido I Panama City I Panama City San Francisco FC Sporting Cocle I Panama City Bravos del Projusa \| Localisation des clubs engagés dans le championnat. |
| Panama City : Atlético Nacional Euro Kickers Panamá Viejo FC CD Plaza Amador Tauro FC CD Pan de Azúcar I Panama City Atlético Chiriquí I Panama City Deportivo Árabe Unido I Panama City I Panama City San Francisco FC Sporting Cocle I Panama City Bravos del Projusa                                                           |

| Club                    | Stade                                    | Capacité          | Ville                  |
| Deportivo Árabe Unido   | Stade Mariano Bula                       | Capacité inconnue | Colón                  |
| Atlético Nacional (en)  | Stade Agustín Sánchez                    | 3 040             | Panama City            |
| Bravos del Projusa (es) | Stade Omar Torrijos                      | Capacité inconnue | Santiago de Veraguas   |
| Atlético Chiriquí       | Stade Kenny Serracin                     | Capacité inconnue | David                  |
| Ejecutivo Junior        | Stade inconnu                            | Capacité inconnue | Ville inconnue         |
| Euro Kickers            | Stade Rommel Fernández Stade Javier Cruz | 32 000 2 500      | Panama City            |
| CD Pan de Azúcar (en)   | Stade Javier Cruz                        | 2 500             | San Miguelito          |
| Panamá Viejo FC         | Stade Rommel Fernández                   | 32 000            | Panamá Viejo           |
| CD Plaza Amador         | Stade Rommel Fernández                   | 32 000            | Panama City            |
| San Francisco FC        | Stade Agustín Sánchez                    | 3 040             | La Chorrera            |
| Sporting San Miguelito  | Stade Rommel Fernández Stade Javier Cruz | 32 000 2 500      | San Miguelito Penonomé |
| Tauro FC                | Stade Rommel Fernández                   | 32 000            | Panama City            |

## Bilan du tournoi
| Tableau d'Honneur        |           |
| Compétition              | Vainqueur |
| Championnat ANAPROF 1998 | Tauro FC  |

| Qualifications continentales 1997-1998       |                                |
| Coupe des champions de la CONCACAF           | Qualifiés                      |
| Premier tour de qualification                | Tauro FC Deportivo Árabe Unido |
| Coupe des vainqueurs de coupe de la CONCACAF | Qualifiés                      |
| Phase de Groupe                              | Tauro FC                       |

| Promotions et relégations |                                          |
| Relégué en Primera A      | Ejecutivo Junior Bravos del Projusa (es) |
| Promu de Primera A        | Aucun                                    |